# 陳守愚
陳守愚（1491年—？年），字如愚，山东兖州府东平州壽張縣人，民籍。

## 生平
治《春秋》，行一，由縣學生中式丙子科（1516年）山東鄉試第三十二名舉人，年三十三歲中式嘉靖二年（1523年）癸未科會試第二百二十七名，第三甲第三名進士。初授行人司行人，五年六月选授刑科给事中，七年九月升兵科右，十一月升兵科左，十年十月升刑科都给事中，十一年七月升四川布政司左参政，因母老遂乞终。後復除湖广左参政。

## 家族
曾祖陳杲。祖父陳忠，县丞。父陳璉。母任氏。慈侍下。兄子仁、義、信、雄、子强、恭、言、隆。